# Gårdsby och Hemmesjö bökeskog
Gårdsby och Hemmesjö bökeskog este o arie protejată (arie specială de conservare — SAC, sit de importanță comunitară — SCI) din Suedia întinsă pe o suprafață de 46,2 ha, integral pe uscat.

## Localizare
Centrul sitului Gårdsby och Hemmesjö bökeskog este situat la coordonatele 56°53′32″N 14°55′15″E / 56.8923°N 14.9207°E.

## Înființare
Situl Gårdsby och Hemmesjö bökeskog a fost declarat sit de importanță comunitară în ianuarie 2002 pentru a proteja un număr necunoscut de specii din flora spontană și fauna sălbatică aflate în arealul zonei. Situl a fost protejat și ca arie specială de conservare în martie 2011.

## Biodiversitate
Situată în ecoregiunea boreală, aria protejată conține 4 habitate naturale: Păduri caducifoliate de mlaștină fino-scandinave, Păduri de fag Luzulo-Fagetum, Pășuni din zone de pădure fino-scandinave, Fânețe de joasă altitudine (Alopecurus pratensis, Sanguisorba officinalis).
La baza desemnării sitului se află un număr nedeclarat de specii protejate.